# 변급
변급(邊岌, ?~?)은 조선의 무신이다. 청-러시아 국경 분쟁에 조선군을 이끌었다.

## 같이 보기
- 청-러시아 국경 분쟁
- 신류